# 維姆西 (市鎮)
維姆西，是愛沙尼亞哈爾尤縣的一個鄉村型市镇，位於該國北部，行政中心設於維姆西，面積73平方公里，2021年人口21,352，人口密度每平方公里293人。

## 行政管理
维姆西市镇包括两个小镇和20个村庄。